# Tanyuromys thomasleei
Tanyuromys thomasleei és una espècie de mamífer rosegador de la família dels cricètids. És endèmic de l'Equador, on viu als boscos de mitjana altitud als vessants pacífics dels Andes. Se n'han trobat exemplars tant en boscos intactes com en boscos pertorbats. S'assembla molt a T. aphrastus, però hi ha diferències cranials i genètiques. Aquest tàxon fou anomenat en honor del mastòleg estatunidenc Thomas E. Lee.